# Gedeon Burkhard
Gedeon Burkhard (rođen 3. jula 1969. godine u Minhenu, u Njemačkoj) je njemački filmski i televizijski glumac. Visok je 178 cm i ima 72 kg. Ima tamno zelene oči i smeđu kosu. Rastavljen je i ima ćerku. U slobodno vrijeme igra golf.
Proslavio se glumeći u serijama Uzbuna za Kobru 11 i Inspektor Rex.